# Клещево (Познанський повіт)
Клещево (пол. Kleszczewo, нім. Wilhelmshorst) — село в Польщі, у гміні Клещево Познанського повіту Великопольського воєводства.
Населення — 470 осіб (2011).
У 1975-1998 роках село належало до Познанського воєводства.

## Демографія
Демографічна структура станом на 31 березня 2011 року:
|          | Загалом | Допрацездатний вік | Працездатний вік | Постпрацездатний вік |
| -------- | ------- | ------------------ | ---------------- | -------------------- |
| Чоловіки | 218     | 40                 | 161              | 17                   |
| Жінки    | 252     | 52                 | 152              | 48                   |
| Разом    | 470     | 92                 | 313              | 65                   |